# أدوا يوسف راجي
اللواء أدوا يوسف راجي (بالصومالية: Odowaa Yuusuf Raage)‏ قائد القوات المسلحة الصومالية . 

## خلفية تاريخية
ولد الجنرال أدوا يوسف راجي في بلدة آدم يبال بمحافظة شبيلي الوسطى جنوب الصومال، أكمل تعليمه الابتدائي والإعدادي في نفس المدينة، ثم انتقل إلى العاصمة مقديشو، حيث أكمل الثانوية عام 2005 التحق راجي بالجيش الصومالي في ظل الحكومة الاتحادية الانتقالية، بعد فترة قصيرة من التجنيد انتقل إلى أوغندا لتلقي تدريبات عسكرية، وبعد عودته إلى البلاد نشط في تدريب المجندين الجدد.
في عام 2009 انتقل أدوا إلى السودان لتلقي تدريبات عسكرية مكثفة حتى 2010 وتمت ترقيته بعدها لرتبة ملازم، وكُلّف بحماية فيلا الصومال.
في عام 2013 انتقل أدوا إلى تركيا لتلقي تدريبات عسكرية تضمنت مبادئ قيادة المشاة واللغات الأجنبية واللوجستيات الخاصة بالجيش، وانضم عام 2014 إلى الكلية الحربية للجيش التركي للتدرب على المبادئ الأساسية لقيادة جيش حديث، وذلك بعد ترقيته لرتبة رائد.
بعد إنهائه التدريبات العسكرية في الكلية الحربية للجيش التركي عُين راجي رئيسًا للكتيبة 60 المكلفة بحماية فيلا الصومال.
في بداية عام 2018 رُقي لرتبة مقدم
في نهاية عام 2020 عُين أدوا قائدًا لمشاة الجيش الوطني الصومالي بعد ترقيته لرتبة عميد . 
تعرض راجي لمحاولة اغتيال تبنته حركة الشباب في يوليو 2020.
رُقي أدوا لرتبة لواء في عام 2023.

## قيادةالقوات المسلحة الصومالية
في 27 أغسطس 2020 ، عُيِّن اللواء أدوا يوسف راجي قائداً عاما للقوات المسلحة الصومالية 
في 20 يونيو 2023 عيّن مجلس الوزراء الصومالي الجنرال إبراهيم شيخ محي الدين عدو قائدا جديدا للجيش الوطني الصومالي خلفا للجنرال أودوا يوسف راجي  وتسلم قيادة الجيش في 24 يونيو 2023
في 9 نوفمبر 2024 وافق مجلس الوزراء الصومالي على تعيين أدوا قائدا للجيش.
| المرتبة مع شارة باللغتين العربية والصومالية | سنة الترقية | ملحوظات                                            |
| ------------------------------------------- | ----------- | -------------------------------------------------- |
| ملازم ثاني (Xaddigle)                       | 2007        |                                                    |
| ملازم أول (Laba-Xiddigle)                   | 2010        |                                                    |
| رقيب(Dhamme)                                | 2012        |                                                    |
| رائد (Gashaanle)                            | 2014        |                                                    |
| مقدم (Gashaanle Dhexe)                      | 2018        |                                                    |
| عميد (Sareeye Guuto)                        | 2020        | تخطى أدوا راجي رتبة عقيد ورقي مباشرة إلى رتبة عميد |
| لواء (Sareeye Gaas)                         | 2024        |                                                    |